# Sven Johansson (piragüista)
Sven Bertil Johansson (10 de junio de 1912-5 de agosto de 1953) fue un deportista sueco que compitió en piragüismo en la modalidad de aguas tranquilas.
Participó en los Juegos Olímpicos de Berlín 1936, obteniendo la medalla de oro en la prueba de K2 plegable 10 000 m. Ganó una medalla de plata en el Campeonato Mundial de Piragüismo de 1938 en la prueba de K2 plegable 10 000 m.

## Palmarés internacional
| Juegos Olímpicos   | Juegos Olímpicos   | Juegos Olímpicos | Juegos Olímpicos     |
| Año                | Lugar              | Medalla          | Evento               |
| ------------------ | ------------------ | ---------------- | -------------------- |
| 1936               | Berlín ( Alemania) | Medalla de oro   | K2 plegable 10 000 m |
| Campeonato Mundial |                    |                  |                      |
| Año                | Lugar              | Medalla          | Evento               |
| 1938               | Vaxholm (Suecia)   | Medalla de plata | K2 plegable 10 000 m |